# 伊萨克二世
伊萨克二世·安吉洛斯（希臘語：Ισαάκιος Β' Άγγελος；1156年9月—1204年1月）是安格洛斯王朝的第一位拜占庭帝国皇帝（1185年－1195年，1203年－1204年）。
伊萨克二世在科穆宁王朝末代皇帝安德洛尼卡一世被废黜之后，继承王位（他自己也深深卷入夺权阴谋）。前任安德洛尼卡一世在1182年，發動拉丁人大屠殺，殺死了威尼斯、法蘭克、熱那亞商人，與拜占庭與西歐勢力（特別是威尼斯、西西里王國的欧特维尔家族）關係惡化。

## 生平
1185年，古列尔莫二世動員約 80,000士兵和200艘艦隊，6月11日攻陷迪拉齊翁（Dyrrhachium），並沿途奪取愛奧尼亞群島（科孚島、凱法利尼亞島、伊薩卡島、扎金索斯島）。8月，他的軍隊攻下拜占庭第二大城塞薩洛尼基（Thessalonica），對城內居民進行屠殺、掠奪與教堂褻瀆，造成極大震撼，被稱為西西里之傷（Norman invasion 1185）。伊萨克二世在即位初期，任命阿歷克塞·布拉納斯組織軍隊成功擊退西西里王國對帝國侵犯，安德洛尼卡一世被廢黜的部分原因是他做不到這一點。
1185年，伊萨克二世即位初期，對保加利亞和瓦拉幾亞地區的民眾加稅（為支付婚禮費用），導致當地人在特爾諾沃組織反抗活動， 彼得和阿森宣布保加利亞獨立。
1187年，伊萨克二世任命阿歷克塞·布拉納斯为镇压保加利亚人、伊凡兄弟反叛的指挥官，但后者却倒戈相向：阿歷克塞·布拉納斯进攻帝国首都君士坦丁堡；伊萨克二世因此求助于外国军事力量（德意志诸侯和突厥人），才将这名叛变的将领打败。之后他再攻打保加利亚也未能成功，仅在围攻洛维奇城堡时在一次伏击中俘虏了伊凡的妻子埃列娜，最后只能签订和约承认保加利亚独立。伊凡用弟弟卡洛扬为人质换回埃列娜，保加利亞獨立使拜占庭失去巴爾幹控制權，導致後續第四次十字军時無法從巴爾幹地區組織軍隊。
1189年，古列尔莫二世與伊萨克二世和解後，開始利用十字軍擴大自己的影響力，並在地中海擔任西方勢力的後勤保障，導致後來第四次十字军對君士坦丁堡的圍攻。
1195年伊萨克二世的哥哥阿历克塞发动叛乱夺走皇位。阿历克塞成为皇帝（即阿历克塞三世），并将伊萨克二世弄瞎囚禁在君士坦丁堡的地牢。其子阿历克塞也被囚禁，但于1201年乘船逃走投奔伊萨克二世的女婿士瓦本的菲利普。
1203年，第四次十字军抵达君士坦丁堡并废黜阿历克塞三世。伊萨克二世被市民放出地牢，又一次成为皇帝，但已經年迈体衰，十字军也不认可盲人为帝，迫使他立阿历克塞为共治皇帝阿历克塞四世，实际也是阿历克塞四世掌权。伊萨克二世不满于和即使是亲生儿子共享权力，甚至亲自散布不利于儿子的谣言。
1204年1月末，有影响力的朝臣、阿历克塞三世的女儿欧多齐娅的情人阿历克塞·杜卡斯利用京城骚乱，囚禁阿历克塞四世，自己登基为阿历克塞五世。当月，伊萨克二世也驾崩，可能是因为震惊或毒杀。次月，阿历克塞四世被缢死。

## 资料来源
- Nicetas Choniates, Historia, ed. J.-L. Van Dieten, 2 vols. (Berlin and New York, 1975); trans. as O City of Byzantium, Annals of Niketas Choniates, by H. J. Magoulias (Detroit; Wayne State University Press, 1984).

## 延伸阅读
- Angold, Michael, The Byzantine Empire: A Political History, 1025–1204, 2nd edition (London and New York, 1997)
- Brand, C.M., Byzantium Confronts the West, 1180–1204 (Cambridge, MA, 1968)
- Harris, Jonathan, Byzantium and the Crusades (London: Bloomsbury, 2nd ed., 2014). ISBN 978-1-78093-767-0
- Harris, Jonathan, 'Collusion with the infidel as a pretext for military action against Byzantium', in Clash of Cultures: the Languages of Love and Hate, ed. Sarah Lambert and Helen Nicholson (Turnhout, 2012), pp. 99–117
- Hiestand, Rudolf, 'Die Erste Ehe Isaaks II Angelus und Seine Kinder', Jahrbuch der Osterreichischen Byzantinistik, 47 (1997).
- The Oxford Dictionary of Byzantium, 3 vols (Oxford, 1991)
- Savignac, David. .   [2017-08-11]. （原始内容存档于2019-07-13）.
- Treadgold, Warren, A History of the Byzantine State and Society (Stanford CA, 1997)
- K. Varzos, Ē genealogia tōn Komnēnōn (Thessalonica, 1984) vol. 2 pp. 807–840.